# Im Banne des Unheimlichen (Film)
Im Banne des Unheimlichen ist ein Kriminalfilm aus dem Jahr 1968. Die Produktion aus der Reihe der deutschen Edgar-Wallace-Filme entstand unter der Regie von Alfred Vohrer. In der Hauptrolle ist Joachim Fuchsberger zu sehen.

## Handlung
Sir Oliver Ramsey kam bei einem Flugzeugabsturz ums Leben. Als er bei seiner Trauerfeier zu Grabe getragen wird, tönt ein lautes, unheimliches Lachen aus dem Sarg. Sir Cecil, der Bruder des Verstorbenen, glaubt nicht, dass sein Bruder wirklich tot ist. Als eines Abends der Familienanwalt Dr. Merryl mit einem giftigen Skorpionring ermordet wird, hält Sir Cecil seinen toten Bruder für den Mörder. Außerdem will er nachts vor dem Fenster ein Skelett gesehen haben. Als noch weitere mysteriöse Morde geschehen, die der Unbekannte mit einem vergifteten Ring verübt, machen Inspektor Higgins und die Journalistin Peggy Ward erstaunliche Entdeckungen im Privatleben des Verstorbenen.
Sir Cecil muss zusehen, wie die „lachende Leiche“ die Nachtclubsängerin Sabrina ermordet. Peggy besorgt sich ein einzigartiges Buch über seltene Gifte und wird dann nur knapp von Inspektor Higgins vor der „lachenden Leiche“ gerettet. Sie sucht ihr gestohlenes Buch bei einem Professor Bound, der überraschenderweise eine Frau ist. Der Überbringer des Buches Bannister wird ebenfalls ermordet.
Higgins findet in Sabrinas Garderobe das Bild ihres Verlobten, eines Flugkapitäns, der zusammen mit Sir Oliver beim Flugzeugabsturz umkam. Sabrina war bis kurz davor Stewardess. Dann entdeckt er in Sabrinas Wohnung eine Schallplatte, auf der das furchtbare Lachen zu hören ist. Um die Beteiligten zu testen, spielt er unangekündigt die Platte während des Gottesdienstes, und der ohnehin verängstigte Sir Cecil erleidet einen Anfall und kommt in die Klinik von Dr. Brand.
Bald darauf wird auch Dr. Brand vergiftet und Peggy während ihrer Nachforschungen entführt. Inspektor Higgins entdeckt inzwischen, dass der Sarg Sir Olivers nicht mehr in der Familiengruft ist. Er will den Steinmetz Ramiro ausfragen, doch die Krankenschwester Adela, die mit Sir Oliver ein Verhältnis hatte, liefert Ramiro in die Klinik ein, wo er umkommt.
Im Bestattungsinstitut findet Higgins Peggy und den verschwundenen Sarg Sir Olivers. Higgins und Peggy stellen fest, dass das Skelett im Sarg nicht Sir Oliver sein kann, da es keine Anzeichen von Sir Olivers Hüftleiden hat.
Sir Cecil ist inzwischen aus dem Krankenhaus geflohen und wird bald darauf von dem Unheimlichen ermordet. Higgins kann ihn verfolgen. Die Fahrt endet in der Familiengruft. Dort kann Higgins den Unheimlichen überwältigen, unter dessen Maske sich der noch immer lebende Ramiro alias Sir Oliver verbirgt. Dieser war dem Flugzeugabsturz, den Sir Cecil mit einer Bombe herbeigeführt hatte, dank der damaligen Stewardess Sabrina entgangen und hatte sich an Cecil und seinen Helfern gerächt. Zuletzt kommt Sir Oliver um, und seine Komplizin Adela nimmt sich selbst das Leben.

## Produktion
- Während der Dreharbeiten trug der Film noch den Arbeitstitel „Der Unheimliche“.
- Abermals diente die Berliner Pfaueninsel als Kulisse für einen Edgar-Wallace-Film. Die Innenaufnahmen fanden in den Ateliers der CCC-Film im Berliner Bezirk Spandau statt. Weitere Aufnahmen entstanden in London. Das 1967 bezogene und heute noch genutzte Gebäude des New Scotland Yard war erstmals in einem Film der Wallace-Reihe zu sehen.
- Nach Gastrollen in „Neues vom Hexer“ (1965) und „Der Bucklige von Soho“ (1966) gab Hubert von Meyerinck sein Debüt als Scotland-Yard-Chef Sir Arthur. Als dieser im Film von der Sekretärin Miss Finley (Ilse Pagé) versehentlich mit dem Namen seines Vorgängers Sir John angeredet wird, reagiert er wütend mit dem Hinweis, dass dieser sich in verdienter Pension befände. Tatsächlich war der damals 71-jährige Meyerinck vier Jahre älter als sein Vorgänger Siegfried Schürenberg, der 1971 noch einmal die Rolle des Sir John übernehmen sollte.
- Regisseur Alfred Vohrer synchronisierte die Stimme des „Unheimlichen“. Regieassistentin Eva Ebner ist in einer kleinen Rolle als Sekretärin zu sehen.
- Der Film, frei nach dem gleichnamigen Roman (Originaltitel: The Hand of Power) von Edgar Wallace, wurde vom 29. Januar bis 13. März 1968 in West-Berlin und London gedreht. Die Uraufführung fand am 26. April 1968 in Bremen (Ufa-Theater), Oberhausen (Europa Kino) und Saarbrücken (Passage Kino) statt.
- Der Film wurde von der FSK ohne Kürzungsauflagen ab 16 Jahren freigegeben. 1991 folgte die Freigabe ab 12 Jahren.
- Die Maske und das Erscheinungsbild des „Unheimlichen“ dient als Vorlage für die Figur des Wixxers aus der gleichnamigen Filmkomödie.
- Siw Mattson wurde von Renate Küster synchronisiert, Jimmy Powell von Michael Chevalier.[3]

## Kritiken
„Der auf Wallace-Filme spezialisierte Regisseur Alfred Vohrer, der nicht nur die filmische Technik, sondern auch die filmische Erzählung hervorragend beherrscht, weiß auch dieses Mal einen Weg, alle nur möglichen Spannungsmomente in das von Ladislas Fodor mit Geschick verfertigte Szenarium einzubauen.“

„Im Gegensatz zu vielen anderen Serien, deren Filme allmählich immer schwächer werden, kann man der Wendlandt-Produktion und Regisseur Alfred Vohrer uneingeschränkt bestätigen, dass die Perfektion ihrer Wallace-Reißer sich von Film zu Film steigert, ohne jedoch dabei in billiger Routine zu erstarren. Selbst die Nebel wallen immer gekonnter. Auch hier ist wieder ein Super-Reißer geglückt, der von der ersten Filmminute an fesselt und das Spannungsfeld bis zum Schluss unter Starkstrom hält.“

„Spannender Wallace-Schocker.“

„Trotz bewährten Personals kann dieser Gruselkrimi mit einigen Highlights der Reihe nicht mithalten.“

„Das Gelächter eines totgeglaubten Landadligen bei seinem eigenen Begräbnis hat eine Serie von Leichen zur Folge, deren Vielzahl die Spannung mehr vermindert als erhöht. Lust- und einfallslos inszenierte und gespielte Verfilmung eines Romans von Edgar Wallace.“

## Filmmusik
Die Musik komponierte Peter Thomas. Auf der 1996 erschienenen CD Peter Thomas – Film Musik der Firma Polydor erschienen sieben Soundtracks:
1. Penelope
2. The Laughing Skull
3. Fingertips
4. Brutal Beat
5. In der Familiengruft
6. Die Leiche ist bewaffnet
7. The Space of Today (Titelmusik, gesungen von Lill Lindfors)

Der Filmsong „The Space of Today“ (Musik: Peter Thomas, Text: Lothar Meid) wird von Lill Lindfors gesungen. Im Duett mit Svante Thuresson hatte sie beim Eurovision Song Contest 1966 für Schweden mit dem Titel „Nygammal vals“ den zweiten Platz belegt. The Space of Today und Fingertips erschienen zudem auf weiteren CDs. Fingertips wurde jedoch unter dem Titel Sitar Cha-Cha veröffentlicht.